# Timor Oriental en los Juegos Paralímpicos de Pekín 2008
Timor Oriental estuvo representado en los Juegos Paralímpicos de Pekín 2008 por una deportista femenina. El equipo paralímpico timorense no obtuvo ninguna medalla en estos Juegos.